# Clamour for Glamour
Clamour for Glamour är en singel från 2005 av The Ark, något omgjord jämfört med albumversionen på State of the Ark. Text och musik är skriven av Ola Salo, sångare i bandet. På den svenska singellistan placerade den sig som bäst på 14:e plats.
Melodin låg även på Tracks. Den testades även på Svensktoppen den 15 maj 2005, men tog sig inte in på listan.

## Listplaceringar
| Lista (2005) | Topplacering |
| ------------ | ------------ |
| Sverige      | 10           |

### Fotnoter
1. ↑  ”Svensk mediedatabas”. http://smdb.kb.se/catalog/id/001434753. Läst 22 maj 2011.
2. ↑  ”Svensktoppen”. 15 maj 2005. http://sverigesradio.se/sida/topplista.aspx?programid=2023&date=2005-05-15. Läst 22 maj 2011.
3. ↑  ”Svensktoppen”. 22 maj 2005. http://sverigesradio.se/sida/topplista.aspx?programid=2023&date=2005-05-22. Läst 22 maj 2011.
4. ↑  Swedishcharts.com - Clamour for Glamour på den svenska singellistan